# Beatriu II d'Este
Beatriu d'Este (Ferrara, 1230 – 18 de gener de 1262) va ser una noble dama italiana; va ingressar a l'orde benedictí a Ferrara. És venerada com a beata per l'Església catòlica.

## Vida
Les fonts per a la seva vida són escasses: el testament del seu pare, una breu biografia contemporània d'un monjo de Pàdua, un esment a la Chronica parva Ferrariensis i una biografia per una monja de Ferrara.
Filla d'Azzo IX (VII), marquès d'Este i senyor de Ferrara, i de Giovanna di Puglia, Beatrice nasqué a Ferrara cap al 1230. Va ser educada amb l'exemple de la seva tia Beatriu I d'Este, que havia mort en olor de santedat. Va acordar-se el seu matrimoni i en 1249 va casar-se amb Galeazzo, fill de Manfredo i alcalde de Vicenza. En anar a Milà per trobar-se amb ell, va rebre la notícia que havia mort en batalla.
Beatriu va tornar a Ferrara i es retirà a un monestir, a l'illa de San Lazzaro, amb algunes dames de la cort. Hi va rebre l'hàbit de l'orde benedictí. Com que el nombre de religioses que l'acompanyaven creixia, obtingué del papa Innocenci IV el permís per a traslladar-se al monestir de S. Stefano della Rota (1257), al costat de l'església de Sant Antoni Abat. Beatriu hi feu els vots i va ingressar a l'orde benedictí el 25 de març de 1254.
Hi visqué una vida exemplar i morí el 18 de gener de 1262. Va ésser sebollida al claustre, on després s'edificà una capella que va esdevenir meta de pelegrinatge. Es deia que en determinades dates, la tomba de marbre exsudava un líquid i un delicat aroma.

## Veneració
Climent XIV va aprovar el seu culte el 23 de juliol de 1774, i el papa Pius VI aprovà el seu ofici en 1775, establint-ne la celebració el 19 de gener, ja que el 18 hi havia llavors una altra festivitat, la de la Càtedra de Sant Pere. Avui se celebra el dia 18 de gener, aniversari de la seva mort.